# Château de Coulon
Ne pas confondre avec le Château de Coulon, à Graçay, dans le Cher.
Le château de Coulon est un édifice situé à Mouron-sur-Yonne (France).

## Localisation
Le château est situé sur le territoire de la commune de Mouron-sur-Yonne, située dans le département de la Nièvre en région Bourgogne-Franche-Comté.

## Historique
Le château est reconstruit en 1546 par la famille de Montsaulnin sur les bases d'une ancienne forteresse médiévale.
La famille huguenote de Blosset en devient propriétaire à la suite du mariage de Ravan de Blosset avec Marie Tixier, dame de Coulon. Le château devient l'un des lieux de la religion protestante. Au XVIe siècle, il est l'un des foyers les plus importants du calvinisme.
Au XVIIIe siècle, il passa par mariage à Claude Étignard de La Faulotte de Neuilly, secrétaire du roi près le Parlement de Grenoble et grand propriétaire. Il appartient actuellement à la famille de Sancy.
Le château ainsi que divers éléments de son environnement (les communs, le colombier, le parc, le portail, les terrasses et bassins et le pressoir) font l’objet d’une inscription au titre des monuments historiques depuis le 6 juin 2002 alors que l'ancienne salle dite « des commandements » est classée depuis le 24 mars 2003.

## Architecture

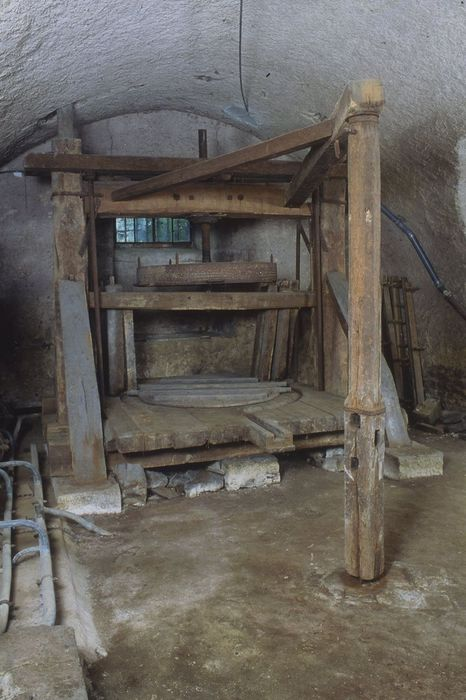
Pressoir du château de Coulon.

L’édifice a conservé son plan en « U », ses dispositions, les traces d’un jardin. Une aile des communs a disparu. Le domaine possède un pressoir daté de 1776. Au fil du temps, de nombreux témoignages de l'évolution architectural de l'édifice sont parvenus jusqu'à nous.

« Grand et beau château de Coulon, du XVIe siècle, avec remaniements des XVIIe et XVIIIe siècles, bâti sur un plan carré entouré de fossés ; trois corps de logis avec deux tours d’angle à la façade principale, dont le portail est surmonté d’armoiries mutilées et des rainures des bras du pont-levis ; une tourelle à l’autre angle des bâtiments. Inscriptions gothiques de 1546, en vers, relatives à la pose de la première pierre d’une tour, maintenant démolie, par un petit enfant de la famille de Montsaulnin. »

— Soultrait.

« 1546, 15 mai — Dans les fondations d’une tour isolée, démolie en 1846, on trouva une pierre carrée portant l’inscription suivante gravée en lettres minuscules gothiques: L’an mil cinq cent quarante six au quinziesme de mai assis ton fondement fut par François de Montsaulnin le petit fils qui jours ne comptoit que vingt six. »

— Sornay, 1879, p. 433.

« 1867 — Leur manoir, situé au nord-ouest, est une vaste construction du seizième siècle. Il fut rebâti sur les fondements d’une ancienne maison forte autour de laquelle les sujets de la seigneurie étaient tenus de faire guet et garde en temps de péril. Il occupe une hauteur d’où la vue se porte au loin vers l’ouest et se compose d’un grand corps de logis armé de tours et de cavaliers et flanqué de deux ailes parallèles. On remarque encore alentour les vestiges des anciens fossés. Vis-à-vis de la grande porte de la basse cour, jadis fermée de murailles, où l’on voyait deux colombiers en pied, s’élevait autrefois un poteau avec carcan, et au lieu dit la Justice de Coulon près de l’ancien chemin de Montreuillon à Corbigny un signe patibulaire à deux piliers. Le seigneur avait droit d’instituer juge lieutenant procureur d‘office greffier prévôt sergent gardes bois. »

— Baudiau, 1867, t. II, p. 174.